# Oenopota schantaricum
Oenopota schantaricum é uma espécie de gastrópode do gênero Oenopota, pertencente a família Mangeliidae.